# Prangos foeniculacea
Prangos foeniculacea är en flockblommig växtart som beskrevs av Carl Anton von Meyer. Prangos foeniculacea ingår i släktet Prangos och familjen flockblommiga växter. Utöver nominatformen finns också underarten P. f. latiloba.